# 4. korstog
Det 4. korstog førte til oprettelsen af det Det Latinske Kejserrige, der eksisterede fra 1204 til 1261.

## Ødelæggelsen af Konstantinopel
På det 4. korstog ødelagde korsfarerne Konstantinopel –  Europas største by – i 1204, selv om det var en kristen (græsk ortodoks) by, og plyndrede den.  Dette betragtes som en af katolicismens skampletter og fik Pave Johannes Paul 2. til den 4. maj 2001 officielt at undskylde overfor den Græske Kirke ved et personligt møde med den Økumeniske Patriark.

## Planlagt angreb på Egypten
Korstogets oprindelige formål var, som med de tidligere, at tilbageerobre Jerusalem og det hellige land. Korstogets ledere havde dog besluttet, at det af strategiske og økonomiske årsager ville være mest effektivt at angribe Egypten først, men sørgede for, at de menige korsfarere ikke fik noget at vide om dette. Det havde i det 3. Korstog vist sig, at korsfarerhærene kunne være så opsatte på at befri Jerusalem, at de nægtede at indvillige i deres overordnedes planer, hvis disse ikke koncentrerede sig om det hellige land.

## Under ledelse af grever
Pave Innocens 3. ønskede at få den engelske kong Richard Løvehjerte og den franske kong Filip 2. August til at deltage i dette korstog som i det 3. korstog, men bl.a. på grund af deres indbyrdes konflikter, var det umuligt. I stedet var det en række grever, hovedsageligt fra Frankrig, der kom til at lede det 4. korstog. Oprindeligt var korstogets ledelse uofficielt delt mellem tre af dets initiativtagere: grev Thibaut af Champagne; en af de fornemste adelsmænd i Frankrig, hans fætter grev Louis af Blois og Grev Balduin af Flandern. Da den unge Thibaut døde i maj 1201, måtte korsfarere finde en anden. Valget faldt på Markgrev Bonifacius af Montferrat i Norditalien, hvis prestige var så stor, at han blev tilbudt fuld kontrol over hele korsfarerhæren. Han tog mod stillingen.

## Forhandlinger med Venedig
Korstogets ledere sendte seks udsendinge til Venedig, som var en magtfuld, selvstændig handelsstad, for at lave en aftale med venetianerne om at sejle den kæmpemæssige korsfarerhær til Egypten. Venetianerne indvilligede, mod betydelig betaling, i at bygge og klargøre en mægtig flåde til korsfarerne. Udsendingene havde dog voldsomt overvurderet antallet af korsfarere, som de troede ville møde op i Venedig, og endte derfor med en flåde, der var langt større, end de skulle bruge, samt med en kolossal gæld til venetianerne.

## Angrebet på Zara
For at korstoget ikke skulle falde fuldstændigt til jorden, indvilligede korstogets ledere i, at bruge korsfarerhæren til at angribe den nærliggende havneby Zara, som var en rival til Venedig. Herved kunne korsfarerne få eftergivet noget af deres gæld til venetianerne, og korstoget kunne fortsætte. Da Zara var en kristen by, som var underlagt den ungarske konge, der, på papiret, også var korsfarer, var der mange, der forlod ekspeditionen i protest. Pavens stedfortræder på korstoget accepterede, at dette angreb på kristne var en nødvendighed for, at det hele ikke skulle være forgæves, men Pave Innocens derimod fordømte venetianernes handlinger, da han fik nys om angrebet, og ekskommunikerede dem alle.

## Angrebet på Konstantinopel
Før korshæren nåede videre blev den opsøgt af den østromerske prins Alexios (senere Kejser Alexios 4.), som tilbød hæren tiltrængte forsyninger, en kæmpe sum penge samt massiv militær støtte på ekspeditionen, hvis korsfarerne til gengæld ville indsætte ham som kejser i Konstantinopel. Trods protester og frafald fra store dele af hæren, valgte korstogets ledere at tage mod tilbuddet og lagde vejen forbi den østromerske hovedstad.
I Konstantinopel måtte korsfarerne muligvis imod forventning kæmpe for at få indsat Alexios. På trods af sin umiddelbart fordelagtige position og sit overlegne militær, flygtede kejser Alexios III, den unge Alexios' onkel.
Prinsen blev indsat som kejser Alexios IV og begyndte at betale korsfarerne, hvad han havde lovet. Han fangedes dog mellem sine forpligtelser overfor sine nye venner, korsfarerne, og det østromerske aristokrati, som var meget negativt indstillet mod vesterlændingene. Alexios IV kunne ikke forhindre åben konflikt med korsfarerne, som nægtede at rejse, før de havde modtaget den lovede betaling. 
og det 
En højtstående østromersk embedsmand fik Alexios IV myrdet og blev selv kejser Alexios V. Korsfarerne belejrede byen, og det  lykkedes dem mod alle odds at erobre Konstantinopel. Korsfarerne oprettede et nyt rige, Det Latinske Kejserrige, og grev Balduin af Flandern blev valgt som den første kejser, mens korstogets egentlige leder, markgrev Bonifacius, blev forbigået.
Korsfarerne blev travlt optaget af at forsvare deres nye land, og korshæren nåede aldrig Det Hellige Land.